# Eishockey-Eredivisie (Niederlande) 1969/70
Die Saison 1969/70 war die zehnte Spielzeit der Eredivisie, der höchsten niederländischen Eishockeyspielklasse. Meister wurde zum ersten Mal in der Vereinsgeschichte überhaupt S.IJ. Den Bosch.

## Modus
In der Hauptrunde absolvierte jede der vier Mannschaften insgesamt sechs Spiele. Der Erstplatzierte der Hauptrunde wurde Meister. Für einen Sieg erhielt jede Mannschaft zwei Punkte, bei einem Unentschieden gab es einen Punkt und bei einer Niederlage null Punkte.

## Hauptrunde
|    | Klub               | Sp | S | U | N | T  | GT | Punkte |
| -- | ------------------ | -- | - | - | - | -- | -- | ------ |
| 1. | S.IJ. Den Bosch    | 6  | 6 | 0 | 0 | 35 | 12 | 12     |
| 2. | T.IJ.S.C. Tilburg  | 6  | 4 | 0 | 2 | 36 | 39 | 8      |
| 3. | Eaters Geleen      | 6  | 1 | 0 | 5 | 22 | 31 | 2      |
| 4. | H.H.IJ.C. Den Haag | 6  | 1 | 0 | 5 | 27 | 38 | 2      |

Sp = Spiele, S = Siege, U = Unentschieden, N = Niederlagen